# Христове
Христо́ве — село в Україні, у Луганській міській громаді Луганського району Луганської області. Населення становить 80 осіб.

## Населення
За даними перепису 2001 року населення села становило 80 осіб, з них 68,75% зазначили рідною українську мову, а 31,25% — російську.